# Бойцовский клуб (игра)
Бойцовский клуб (БК) — русскоязычная многопользовательская браузерная онлайн-игра. Среди подобных игр БК на просторах Рунета была одной из первых. Первой была игра Тэйл (хотя сильно отличалась геймплеем: PvE бои, путешествия по миру, квесты). Потом появилась игра Путь Воина (с PvP боями), игроки которой впоследствии и основали БК.
Минимальным требованием для начала игры является доступ в Интернет. Клиентом БК может выступать обычный браузер (на текущий момент браузерами, поддерживаемыми игрой, являются Internet Explorer, а также браузеры, использующие движок Internet Explorer'а : Maxthon, Avant Browser и множество клиентов, разработанных специально для БК). Целью отдельного игрока является развитие собственного виртуального персонажа. Развитие осуществляется за счёт длительного участия игрока в игровом процессе (участием в боях), а также может быть ускорено путём (необязательного) вложения реальных денег в проект. Игроки, вкладывающие в своего персонажа немалые деньги (порядка нескольких десятков тысяч евро), получают колоссальное преимущество по отношению к остальным. Тем не менее, в 2006—2007 году администрация взяла курс по привлечению в проект так называемых казуалов, тем самым вызвав значительный отток «старых» игроков.
В 2004, 2005 и 2006 годах игра «Бойцовский клуб» становилась лауреатом Премии Рунета в номинации «Развлекательный проект Рунета».
В 2004 году Константин Брысин (Генеральный директор БК) становился лауреатом проекта «Человек Года» от Rambler в номинации «Игры».
В 2007 году Константин Брысин покинул пост гендиректора фирмы Diamond Scent Ltd, которая и является владельцем БК.

## Игровой процесс
Игра проходит в одном из нескольких уникальных по внешнему виду городов, объединённых общей транспортной сетью. Город делится на несколько локаций (улиц, зданий или комнат).
Поединки (бои) — основа игрового процесса. Результатом поединка является получаемый победителем «опыт». Накопление «опыта» позволяет развивать персонажа в рамках игры. Бои могут происходить как между двумя персонажами, так и между группами персонажей; возможны бои с участием неигровых персонажей (ботов).
Любой бой состоит из последовательного обмена ударами (разменами) между двумя соперниками. Во время размена игрокам предоставляется выбор между зонами удара и блока. Зонами являются голова, грудь, живот, пояс и ноги. По умолчанию есть одна зона удара и две смежные зоны блока. Если у противника есть оружие, а у игрока нет, то у игрока становится на одну зону блока меньше. Если у игрока есть два оружия (второе оружие), становится возможными две зоны удара. Если вместо второго оружия стоит щит, появляется три смежные зоны блока вместо дополнительной зоны удара.
В бою есть возможность применения различных приёмов, которые становятся доступными за удачно проведенных ударов. Магическая система построена на использовании приёмов (заклинаний), многие из которых требуют ману. Заклинания делятся на 7 групп: тёмная магия, светлая магия, серая магия, а также 4 школы стихий. Каждая группа имеет свой набор заклинаний с уникальным поведением. Утерянное во время разменов здоровье может быть восполнено за счёт покупных свитков или некоторых приёмов. Восстановление здоровья во время поединка (как с использованием приёмов, так и с использованием свитков), как правило, требует силу духа — невосполнимый на протяжении боя ресурс; невосполнимость силы духа гарантирует, что любой поединок, в принципе, должен завершиться. В настоящее время в игре можно выбирать следующие классы персонажа: уворотчик — основная характеристика «ловкость»- оружие кинжалы, критовик — основная характеристика «интуиция» — оружие мечи, силовик — основная характеристика «сила» — оружие топоры, танк — основная характеристика «сила» — оружие дубина + щит, арбалетчик — основная характеристика «сила» — оружие арбалет (снаряжаемый стрелами), лучник — основная характеристика «ловкость» — оружие лук (снаряжаемый стрелами). Маг — основная характеристика «интеллект» — оружие посох.

### Игровая валюта
В игре обращается внутриигровая валюта — кредит, зубы, за которую (при достижении определённого уровня развития персонажа) можно покупать оружие, амуницию и услуги. «зубы» же даются с 1 уровня за проведенные бои. Благодаря наличию кредитов и «зубов» в игре сформировался внутренний рынок товаров и услуг, периодически подстраивающийся под нововведения. Особенностью рынка является невозможность выведения реальных денежных средств; продажа игровых средств (игровой валюты, предметов, услуг, персонажей) за реальную валюту является незаконной, а подобные попытки жёстко пресекаются модерирующими структурами и администрацией.
Кроме кредита существует еврокредит, валюта, покупаемая за реальные деньги у специальных персонажей — Алхимиков. За еврокредит возможна покупка специального обмундирования, уникальных свитков и подарков в магазине «Берёзка». Возможен обмен еврокредита на кредит по курсу от 1 к 30 до 1 к 40 в Банке БК (курс меняется ежедневно с учётом результатов торгов на внутригрупповой «Бирже»)
Первого апреля 2007 года в игру была введена новая валюта для новичков — зубы. Формально 1 гнилой зуб равен 1 кредиту (основная единица), 1 нормальный 10 кредитам и, соответственно, 1 белый 100 кредитам. Зубы значительно упростили игровой процесс для начинающего игрока, но существенным минусом зубов является невозможность продавать, менять или передавать вещи, купленные за зубы.
С 1 по 8 уровень довольствуется полученными за победы зубами. Зубы выпадают случайным образом: можно получить от 1 до 111 гнилых зубов за победу в бою над другим игроком. Первую «порцию» кредитов игрок получает при переходе на 8 уровень.

### Города
В 2008 году существует 11 уникальных городов (серверов) и 2 города, не имеющие стандартных игровых локаций: Abandoned Plain и Emeralds City.
- Capital city (столица игрового мира БК, имеет большинство зданий, в других городах не встречаемые)
- Angels city (город света)
- Demons city (город тьмы)
- Devils city (вольный город)
- Suncity (город, оформленный в «грибном» стиле)
- Emeralds city (город-«курорт», изначально создавался, как город азартных игр, ныне содержит контент для персонажей максимального уровня)
- Sandcity (город песков)
- Mooncity (город-луна, во время существования каретного перемещения являлся самым далёким городом)
- East city (город для проведения тестов с участием игроков, в нём продаются особые, недоступные другим путём, предметы и образы)
- Abandoned Plain (благодаря свободному и быстрому доступу, город стал торговым центром)
- Dreams city (город для новичков, тут рождаются персонажи)
- Low city (город для новичков — в настоящее время закрыт)
- Old city (город для новичков, а также персонажей, решивших остановить развитие на 6-м уровне — в настоящее время закрыт)
- New Capital city (англоязычная версия игры — в настоящее время закрыт)

Все города объединены вокзалами, которыми могут пользоваться игроки, достигшие 4-го уровня. город специально сделанный для игроков 0-7 уровня — Dreams city.
Большинство городов делится на улицы: Центральная площадь и Страшилкина улица. В столице (Capital city) есть также Большая торговая улица и Парк развлечений. С конца 2008 года началось обновление дизайна городов, выразившееся в изменении перечня улиц, а также в переименовывании некоторых зданий.
Во времена противостояния Тьмы и Света, Devils был объявлен нейтральным городом, которой нельзя захватить, предполагалось, что остальные города будут переходить из рук в руки враждующих сторон.
Одновременно с данными событиями шло строительство храмов Света и Тьмы с добычей самого редкого минерала «темный арлит», в итоге игроки «темной» склонности построили храм уложившись в 3 дня, игроки «светлой» склонности не завершили строительство храма.

### Подземелья
Серьёзным нововведением стали специфические локации, именующиеся подземельями. Каждое из них имеет собственное название. Размещение подземелий по городам:
- Angels city — «Бездна»
- Demons city — «Катакомбы»
- Devils city — «Туманные низины», «Подземный город»
- Suncity — «Грибница»
- Sandcity — «Пещеры мглы»
- Emeralds city — «Потерянный Вход»
- Dreams city — «Заброшенная канализация»,"Некровиль"
- Mooncity — «Пещера тысячи проклятий», «Заброшенная канализация»
- Abandoned Plain — «Передовая», «Гора легиона»

Большая часть подземелий предназначена для персонажей 8-го уровня и выше. Вход в «Бездну» и «Пещеры мглы» — с 7 уровня. Однако существует отдельное подземелье («Заброшенная канализация») для младших уровней.
Локация представляет собой систему проходов на плоскости, наложенных на координатную сетку. Из клетки можно сделать перемещение в одном из четырёх направлений, если в выбранном направлении нет препятствий, и осуществить поворот влево или вправо.
В клетках могут находиться объекты (с большинством из которых игрок может взаимодействовать, выполнив щелчок мышью) и не игровые персонажи (большей частью враждебно настроенные). Как правило, не игровые персонажи статичны и не агрессивны, однако, есть перемещающиеся персонажи, которые могут инициировать поединок по собственной воле. Для начала поединка игрок должен находиться в соседней с ботом клетке. В случае победы игрока на месте, где располагался бот, может оказаться некоторый ингредиент или предмет (элемент экипировки, эликсир, свиток). Предметы выпадают много реже ингредиентов.
На входе в подземелье можно получить задание. Задания делятся на три типа: собирательные (искомые объекты произвольно разбросаны по подземелью и обнаруживаются только когда игрок попадёт в клетку с объектом), трофейные (искомые объекты могут быть получены в результате поединка с определёнными видами ботов), «убойные» (необходимо убить указанное количество указанных ботов). За выполнение задания персонаж получает пещерный опыт (в терминах игры — репутация и награда). При достижении репутации определённого уровня игрок получает значок, подтверждающий его опытность. А накопленную награду можно использовать для увеличения параметров персонажа.
Таким образом, на определённом этапе игрок практически не может обойтись без подземелий, так как будет отставать по своему развитию от персонажей того же уровня.
Также существует локация «Излом Хаоса», отличающаяся от подземелий тем, что в ней бой с ботами начинается при заходе в локацию и завершается смертью персонажа, который получает случайное количество ингредиентов за убитых в бою ботов.

### Склонности
До 2009 года в игре существовало 7 склонностей: серая (базовая), нейтральная, светлая, тёмная, особая склонность хаос, присваиваемая модераторами в виде наказания за игровые нарушения, и ограничивающая многие возможности персонажа, а также особые склонности: Алхимик, носителями которой являются дилеры игры, продающие услуги за реальные деньги; Ангел, которую носят администраторы игры; неоднократно в игре были замечены персонажи со значком хаоса, при этом знак переливался от чёрного в красный, склонность была названа администрацией — Истинный хаос, представители данной склонности имели ряд преимуществ, достоверно известно, что уровень их НР восстанавливался во время боя. Получение светлой, тёмной и нейтральной склонности осуществляется путём вступления в один из официально зарегистрированных кланов; склонность давала незначительные игровые преимущества персонажу, позволяя использовать специальные приёмы и вещи. Основное противостояние проходило между представителями двух оппозитных склонностей: светлой и тёмной. Существует ограничение, препятствующее вмешательству в поединок на сторону, за которую уже сражаются представители оппозитной склонности.
С 2009 года начался проект по изменению системы склонностей, в результате чего значения света и тьмы снизилось, игроки потеряли часть своих способностей, связанных со склонностями. Одновременно администрация ввела несколько уникальных склонностей: Мастера очищения стихий и Мастера жёлтой школы.
16.11.09 тёмная, светлая и нейтральная склонности были удалены из игры. Вместо них была введена система ангелов, дающих своим почитателям склонность. Всего в игре было введено 18 склонностей, из них 16 — доступных игрокам. На сей раз игроков разделили между светом, тьмой, нейтралами и стихиями. Сюжет игры разворачивается вокруг борьбы между группировками ангелов, дающих своим последователям награды за успешное выполнение заданий и убийство врагов.

### Модераторы
Изначально функцию модерации выполняли члены ордена Света — Паладины. Они следили за соблюдением порядка в чате и на форуме игры, а также за соблюдением игроками правил Бойцовского клуба.
Впоследствии функции модерации были возложены на две структуры. Светлая структура — Орден Света, во главе с Верховным паладином. Тёмная структура — Армада тьмы, во главе с Патриархом тьмы. Представители модераторских структур делились на ранги, в зависимости от опыта работы, занимаемой должности в структуре и предоставленными Администрацией возможностями.
Кроме того, существовали Гвардии (светлая и тёмная), которые имели возможности, сходные с возможностями высших представителей Армады и Ордена Света. Подчинялись представители Гвардий непосредственно Администрации БК. Целью гвардии был контроль за соблюдением Пользовательского соглашения и работой Модерирующих структур.
С 14.08.2012 старая система модерации «Орден Света-Армада» упразднена. Вместо них были введены новые модераторы под названием юстициары (клан Moderators), а также существенно изменена система наказаний.

### Администрация
Представители Администрации в игре представлены персонажами, называемыми «Ангел», которые имеют возможности, во много раз превышающие возможности любого игрока. Изначально в игре было два ангела — Мусорщик и Мироздатель, персонажи, принадлежащие создателям игры. После игровой смерти Мусорщика в игре появились два новых ангела: Волынщик и Пересмешник. В дальнейшем, число ангелов неоднократно увеличивалось.
В течение некоторого времени существовал клан adminion, в состав которого входили персонажи, принадлежащие представителям Администрации, например программистам, а также radminion (recruits adminion), состоявший из игроков, которых администрация привлекла для решения каких-то задач. Ныне кланы adminion и radminion расформированы.

## Социальная составляющая
«Бойцовский клуб» — браузерная игра, предполагающая социальные отношения. Главными предпосылками к этому являются разделение виртуального социума на склонности и объединение игроков с одинаковой склонностью и идеологией в кланы, регистрируемые администрацией проекта по заявке будущего главы клана.
В рамках проекта «Бойцовский клуб» развернута целая сеть информационных сайтов, каждый из которых поддерживается представителями определённого клана. Сайты кланов обычно содержат информацию о клане, справочную информацию об использовании игровых возможностей проекта БК, специальные сервисы, в том числе новостную ленту, страницы подбора обмундирования (переодевалки), карты подземелий.
В рамках проекта в 2007 году были созданы «Бойцовские дневники» — блоги, которые ведут игроки и администрация клуба.
В крупных городах при участии игроков проводятся спортивные встречи с участием и поддержкой в них Администрации проекта.

### День рождения игры
День рождения игры, начиная с 2004 года, отмечался широкомасштабными мероприятиями, проходящими в одном из клубов Москвы. В 2008 году празднование было проведено в рамках мероприятия «Олимпиада Бойцовского Медведа» и представляло собой спортивные соревнования между участниками клуба. На торжествах по поводу Дня рождения Клуба проводится раздача призов (как реальных, так и виртуальных — игровых) выдающимся игрокам Бойцовского Клуба, внёсшим значительный вклад в развитие и популяризацию проекта. В 2009 году и 2010 году администрация празднование не проводила, сходки самостоятельно устраивались игроками, ежегодно день рождения клуба празднуется во многих крупных городах: Москва, Киев, Баку, Санкт-Петербург, Казань и других городах.

## Критика
Игра неоднократно награждалась Премией Рунета: как наградами жюри в различных номинациях в 2004—2006 гг, так и по результатам интернет голосования (народная десятка): 2005 — 3 место, 2006 — 1 место.